# Butești (gmina Horea)
Butești – wieś w Rumunii, w okręgu Alba, w gminie Horea. W 2011 roku liczyła 75 mieszkańców.